# Epipactis savelliana
Epipactis savelliana är en orkidéart som beskrevs av Bongiorni, De Vivo och Fori. Epipactis savelliana ingår i släktet knipprötter, och familjen orkidéer. Inga underarter finns listade i Catalogue of Life.